# Виправні роботи (кримінальне покарання)
Виправні роботи — вид кримінального покарання в Україні.

## Суть
Покарання у виді виправних робіт встановлюється на строк від 6 місяців до 2 років (неповнолітнім від 2 місяців до 1 року) і відбувається за місцем роботи засудженого. Із суми заробітку засудженого до виправних робіт провадиться відрахування в дохід держави у розмірі, встановленому вироком суду, в межах від 10 % до 20 % (щодо неповнолітніх — від 5 % до 10 %).

## Призначення
Виправні роботи не застосовуються до вагітних жінок та жінок, які перебувають у відпустці по догляду за дитиною, до непрацездатних, до осіб, що не досягли 16 років, та тих, що досягли пенсійного віку, а також до військовослужбовців, осіб рядового і начальницького складу Державної служби спеціального зв'язку та захисту інформації України, працівників правоохоронних органів, нотаріусів, приватних виконавців, суддів, прокурорів, адвокатів, державних службовців, посадових осіб органів місцевого самоврядування.
Стосовно особи, яка після ухвалення судового рішення стала непрацездатною, уповноважений орган з питань пробації вносить подання до суду про заміну виправних робіт штрафом з розрахунку: один місяць виправних робіт = три неоподатковувані мінімуми доходів громадян. Стосовно жінки, яка стала вагітною, уповноважений орган з питань пробації вносить подання до суду про її дострокове звільнення від відбування покарання.

## Виконання покарання
Судове рішення виконується не пізніше десятиденного строку з дня набрання ним законної сили або звернення його до виконання. Покарання у виді виправних робіт відбувається на підприємстві, в установі, організації незалежно від форми власності за місцем роботи засудженого. Контроль за виконанням покарання у виді виправних робіт покладається на уповноважений орган з питань пробації.
Протягом строку відбування покарання засуджений не має права звільнятися з роботи за власним бажанням без дозволу уповноваженого органу з питань пробації. Дозвіл на звільнення може бути наданий після перевірки обґрунтовановсті заяви засудженого та за наявності довідки з нового місця роботи про можливість його працевлаштування.
Особам, засудженим до покарання у виді виправних робіт, надається щорічна відпустка, час якої не зараховується до строку відбування покарання. Час відбування засудженим покарання у виді виправних робіт зараховується в загальний стаж роботи.
Засудженим забороняється без погодження з уповноваженим органом з питань пробації виїжджати за межі України.

## Обчислення строку покарання
Строк покарання у виді виправних робіт обчислюється роками, місяцями і днями, протягом яких засуджений працював і з його заробітку провадилося відрахування. Число днів, відпрацьованих засудженим, має бути не менше числа робочих днів, які припадають на кожний місяць встановленого судом строку покарання. Якщо засуджений не відпрацював зазначену кількість днів і відсутні підстави для заліку невідпрацьованих днів у строк покарання, відбування покарання триває до повного відпрацювання засудженим призначеної кількості робочих днів. Початком строку відбування покарання вважається день, з якого фактично розпочато відрахування із заробітку засудженого.
У строк відбування покарання зараховується час, протягом якого засуджений не працював з поважних причин і за ним відповідно до закону зберігалася заробітна плата, час, коли засудженому не надавалася робота на підприємстві, в установі, організації, та час, протягом якого засуджений перебував на обліку в державній службі зайнятості і йому було надано статус безробітного.
У строк відбування покарання не зараховується час хвороби, викликаної алкогольним, наркотичним або токсичним сп'янінням або діями, пов'язаними з ним, грубим порушенням правил техніки безпеки, умисним заподіянням собі тілесних ушкоджень; час відбування адміністративного стягнення у виді адміністративного арешту або виправних робіт, а також тримання під вартою як запобіжного заходу в іншому кримінальному провадженні у період відбування покарання у випадках, коли вина у вчиненні злочину доведена у встановленому законом порядку.

## Порядок провадження відрахувань із заробітку засуджених
Відрахування і перерахуванням відрахованих сум у доход держави здійснюються власником підприємства, установи, організації або уповноваженим ним органом під контролем уповноваженого органу з питань пробації. Відрахування провадяться з усієї суми заробітку, без виключення з цієї суми податків та інших платежів і незалежно від наявності претензій до засудженого за виконавчими документами, за кожний відпрацьований місяць при виплаті заробітної плати. В осіб, які працюють за сумісництвом, відрахування провадяться із заробітку за кожним місцем роботи. Відрахування починаються з наступного дня після надходження судового рішення та повідомлення на підприємство, в установу чи організацію, але не раніше набрання ним чинності.
Відрахування не провадяться з грошових допомог, які одержуються в порядку загальнообов'язкового державного соціального страхування і соціального забезпечення, виплат одноразового характеру, не передбачених системою оплати праці, сум, які виплачуються як компенсація за витрати, пов'язані з відрядженням, та інших компенсаційних виплат.

## Заходи заохочення і стягнення
Щодо засуджених до покарання у виді виправних робіт можуть застосовувати заходи заохочення і стягнення, передбачені законодавством про працю.
Уповноважений орган з питань пробації за зразкову поведінку і сумлінне ставлення до праці щодо засуджених може застосовувати такі заходи заохочення:
- подання до суду матеріалів про умовно-дострокове звільнення засудженого від покарання;
- зарахування часу щорічної відпустки у строк відбування покарання.

Подання про умовно-дострокове звільнення засудженого від покарання надсилає до суду уповноважений орган з питань пробації з урахуванням характеристики засудженого, підготовленої власником підприємства, установи, організації або уповноваженим ним органом за місцем роботи засудженого.

## Відповідальність засуджених
Засуджені до покарання у виді виправних робіт зобов'язані:
- додержуватися встановлених відповідно до закону порядку та умов відбування покарання;
- сумлінно ставитися до праці;
- працевлаштуватися або за направленням уповноваженого органу з питань пробації звернутися для взяття на облік до органів державної служби зайнятості для реєстрації як безробітних, якщо на час виконання вироку вони не працюють або звільнені з роботи відповідно до законодавства про працю та працевлаштуватися, якщо їм буде запропоновано відповідну посаду (роботу);
- повідомляти уповноважений орган з питань пробації про зміну місця проживання;
- погоджувати з уповноваженим органом з питань пробації зміну місця роботи;
- з'являтися за викликом до уповноваженого органу з питань пробації.

Поважними причинами неявки засудженого за викликом уповноваженого органу з питань пробації у призначений строк є несвоєчасне одержання виклику, хвороба та інші обставини, що фактично позбавляють його можливості своєчасно прибути за викликом і документально підтверджені.
За порушення порядку та умов відбування покарання у виді виправних робіт уповноваженим органом з питань пробації до засудженого може застосовуватися застереження у виді письмового попередження про притягнення до кримінальної відповідальності. У разі систематичного неправильного або несвоєчасного відрахування сум із заробітку засудженого, а також невиконання інших вимог цієї статті уповноважений орган з питань пробації звертається до правоохоронних органів для відповідного реагування для вирішення питання про притягнення винних осіб до відповідальності згідно із законом.
Стосовно особи, яка ухиляється від відбування покарання у виді виправних робіт, уповноважений орган з питань пробації звертається до правоохоронних органів для відповідного реагування для вирішення питання про притягнення до кримінальної відповідальності відповідно до статті 389 Кримінального кодексу України.
Ухиленням засудженого від відбування покарання у виді виправних робіт є:
- систематичне невиконання встановлених обов'язків;
- порушення порядку та умов відбування покарання;
- вчинення проступку, за який його було притягнуто до адміністративної відповідальності;
- допущення більше двох разів протягом місяця прогулів, а також більше двох порушень трудової дисципліни протягом місяця або поява на роботі в нетверезому стані, у стані наркотичного або токсичного сп'яніння.